# Bahenka pruhovaná
Bahenka pruhovaná (Viviparus viviparus) je druh velkého sladkovodního plže s žábrami a víčkem (operkulem) z čeledi bahenkovití.

## Popis
Tělo je široké a jeho barva se mění od skvrnitě šedé přes nazelenalou až po oranžovou. Dýchací sifon se otevírá na pravé straně hlavy. Tento sifon také umožňuje živočichovi filtrovat vodu.

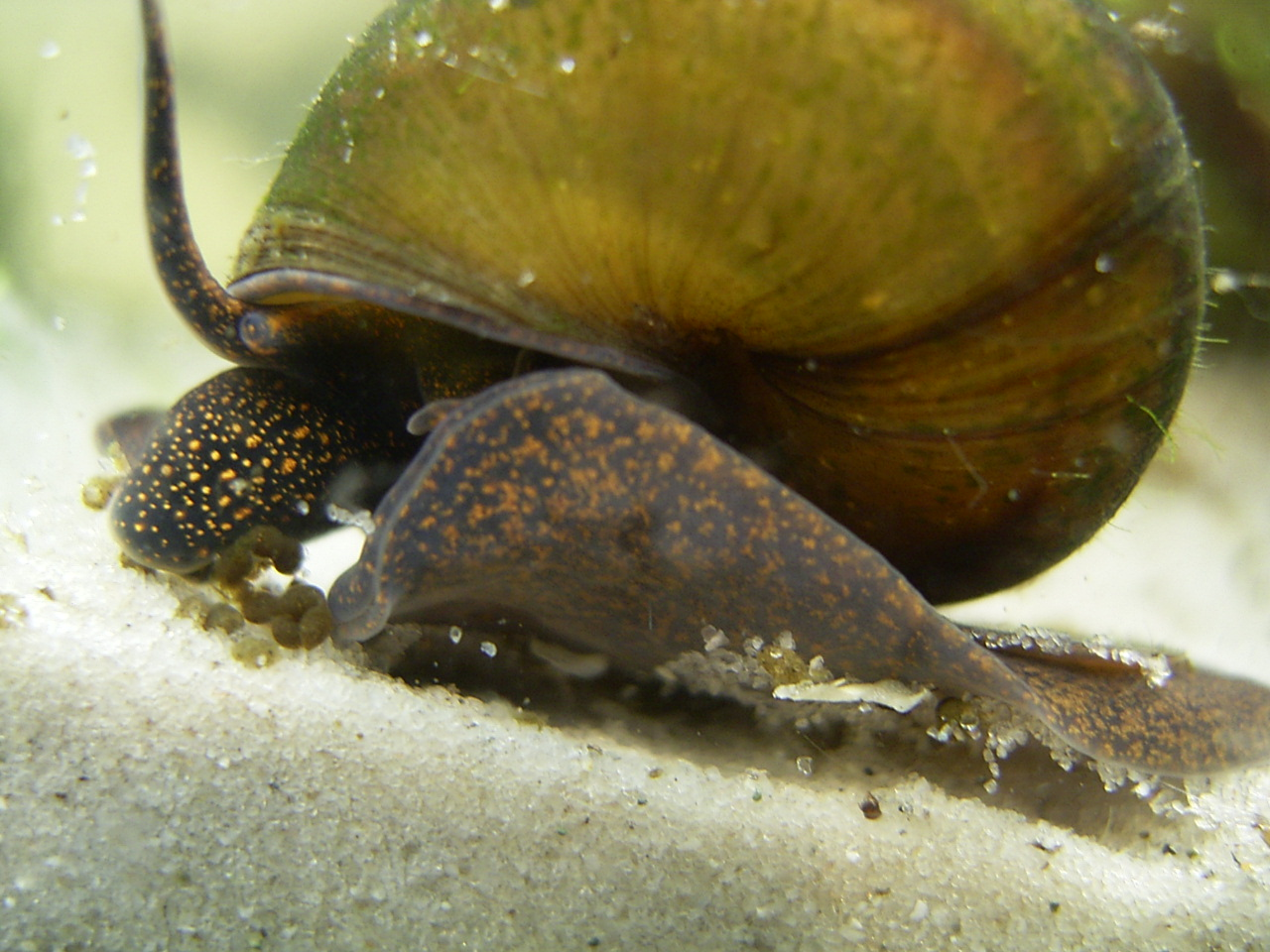
Bahenka pruhovaná

### Ulita
Výška ulity je okolo 4 cm, šířka asi 2,5 cm. Dospělí samci jsou asi o 2 mm menší než samice. Barva je tmavě zelenohnědá nebo šedožlutá, se třemi červenohnědými spirálovými pruhy. Vrchol je tupý (u ostatních druhů rodu Viviparus je více zašpičatělý). Ulita má 5,5 – 6 závitů. Poslední závit je ve srovnání s ostatními druhy rodu Viviparus poměrně velký.

### Víčko (operkulum)
Živočich se může uzavřít za kulatým víčkem zdobeným soustřednými proužky (operkulum), což mu umožňuje chránit se – v případě potřeby i několik měsíců – před dehydratací.